# 聯廣
聯廣傳播集團，簡稱聯廣，前稱聯廣傳播股份有限公司、聯廣股份有限公司，目前公司名稱為格威傳媒股份有限公司，成立於1970年，是臺灣知名的廣告公司。曾於2018年掛牌上市，為臺灣首家股票上市的廣告公司（股票代號8497）。2019年因集團提供客戶包含廣告製作、媒體企劃、行銷公關、展場設計、主題館及商業空間設計等整合性行銷傳播服務，內部匯集眾多品牌，公司正式更名為「格威傳媒股份有限公司」；復於2020年併入世界排名第三、日本第二大廣告公司博報堂，並終止上市。

## 歷史
- 1970年7月1日，台灣廣告共同創辦人徐達光率領幹部30多人離開台灣廣告，創辦東海廣告，以「廣告人的樂園」為東海廣告經營方針。

- 1974年5月1日，徐達光獲得中國信託投資公司總經理辜濂松在資金方面及楊朝陽在專業方面的支持，東海廣告改組成聯廣，並由辜振甫出任董事長、徐達光擔任總經理[4]。

- 1977年5月，聯廣再度擴大改組，由葉明勳出任董事長、楊朝陽擔任副董事長、徐達光留任總經理。

- 1978年，聯廣顧問賴東明升任聯廣副總經理。

- 1989年6月14日，聯廣進行大規模改組，賴東明升任副董事長，辜濂松任董事長，徐達光任創辦人，葉明勳任名譽董事長，葉文立接任總經理。

- 1992年，賴東明升任聯廣董事長。

- 2004年6月5日，賴東明宣布退休，並擔任聯廣名譽董事長。

- 2006年，聯廣加入全球獨立代理商聯盟（ICOM）。

- 2009年，余湘以私人資金入主聯廣，並擔任董事長[5]。

- 2015年，私募基金KHL入主聯廣，整合旗下眾多公司，聯廣更名為聯廣傳播股份有限公司，並於2016年11月登錄興櫃，嗣後又於2017年中遞件申請股票上市，並於2018年3月23日正式掛牌，成為台灣第一家上市櫃的文創傳播集團。

- 2018年9月18日，原董座余湘因職涯規畫，請辭董事長及董事職務，轉榮譽顧問，董座由原法人董事廣利美代表、達勝集團董事長郭冠群接任[6]。

- 2019年2月11日，正式更名為格威傳媒股份有限公司。

- 2020年與日商博報堂旗下的台北博報堂投資公司進行股份轉換案，成為台北博報堂投資公司100％持有之子公司，並於是年10月30日起下市。

## 組織架構
聯廣是聯廣傳播集團的母公司，目前聯廣傳播集團包括四大事業中心，分別為廣告事業中心（聯廣、聯眾、聯樂及聯準），公關事業中心（聯太、聯勤及聯一），媒體及數位事業中心（二零零八傳媒），以及會展及特展事業中心（光洋波斯特）。集團橫跨了廣告、公關、媒體暨會展事業等領域。

## 外部連結
- 聯廣 （页面存档备份，存于）
- 聯廣傳播集團 （页面存档备份，存于）